# Danganronpa: The Animation
Danganronpa: The Animation är en anime-TV-serie producerad av Lerche, baserad på Spike Chunsofts visuella roman Danganronpa: Trigger Happy Havoc från 2010. Den tretton avsnitt långa adaptionen sändes på MBS' Animeism-programblock mellan juli och september 2013. Serien är licensierad av Crunchyroll i engelskspråkiga regioner i Nordamerika, Australien och Storbritannien samt av Muse Communication i Asien och Stillahavsregionen. Serien följdes av en anime-original uppföljare till spelserien, Danganronpa 3: The End of Hope's Peak High School, som sändes 2016.

## Handling
Danganronpa: The Animation följer händelserna från videospelsförlagan Danganronpa: Trigger Happy Havoc. Serien följer 16 gymnasieelever som är instängda i "Hope's Peak Academy", deras gymnasieskola. Eleverna hotas av en antropomorf björn, Monokuma, som ger dem ett enda sätt att lämna akademin: att mörda en annan elev och undgå att bli dömd i den efterföljande rättegången.

## Karaktärer
Animen följer protagonisten Makoto Naegi (苗木 誠 Naegi Makoto?) och femton andra elever. Varje karaktär har en "ultimate"-färdighet eller yrke, som till exempel "Ultimate Gambler" eller "Ultimate Swimmer". När serien dubbas från japanska används ofta termen "Super High School Level."

### Anime
Danganronpa: The Animation regisserades av Seiji Kishi och producerades av Lerche. Serien visades först på MBS från 4 juli till 26 september 2013, med senare sändningar på TBS, CBC och BS-TBS. Musikkompositionen gjordes av Masafumi Takada. Kazutaka Kodaka, skaparen av Danganronpa-serien, övervakade produktionen. Serien har totalt 13 avsnitt. Serien är licensierad av Crunchyroll för engelsk distribution i Nordamerika, Australien och Storbritannien.

### Light novels
Två light novels skrivna av Ryo Kawakami och illustrerade av Takashi Tsukimi publicerades av Kadokawa Shoten. Den första volymen, Danganronpa: The Animation Volume 1, publicerades den 20 september 2013, och den andra volymen, Danganronpa: The Animation Volume 2, släpptes den 20 december 2013. Romanerna fungerar som en anpassning av animen.

### Musik
Musik från animen, inklusive öppningstemat Never Say Never av TKDz2b, och avslutningstemat Zetsubōsei: Hero Chiryouyaku av Suzumu feat. Soraru, släpptes på CD. Soundtracket komponerades av Masafumi Takada, som också komponerade musiken för de ursprungliga spelen.  

## Mottagande
Serien mottog blandade recensioner från kritiker. Medan vissa berömde seriens trohet till spelets handling och koncept, kritiserade andra dess pacing och brist på karaktärsfördjupning.